# Quórum dos Doze Apóstolos

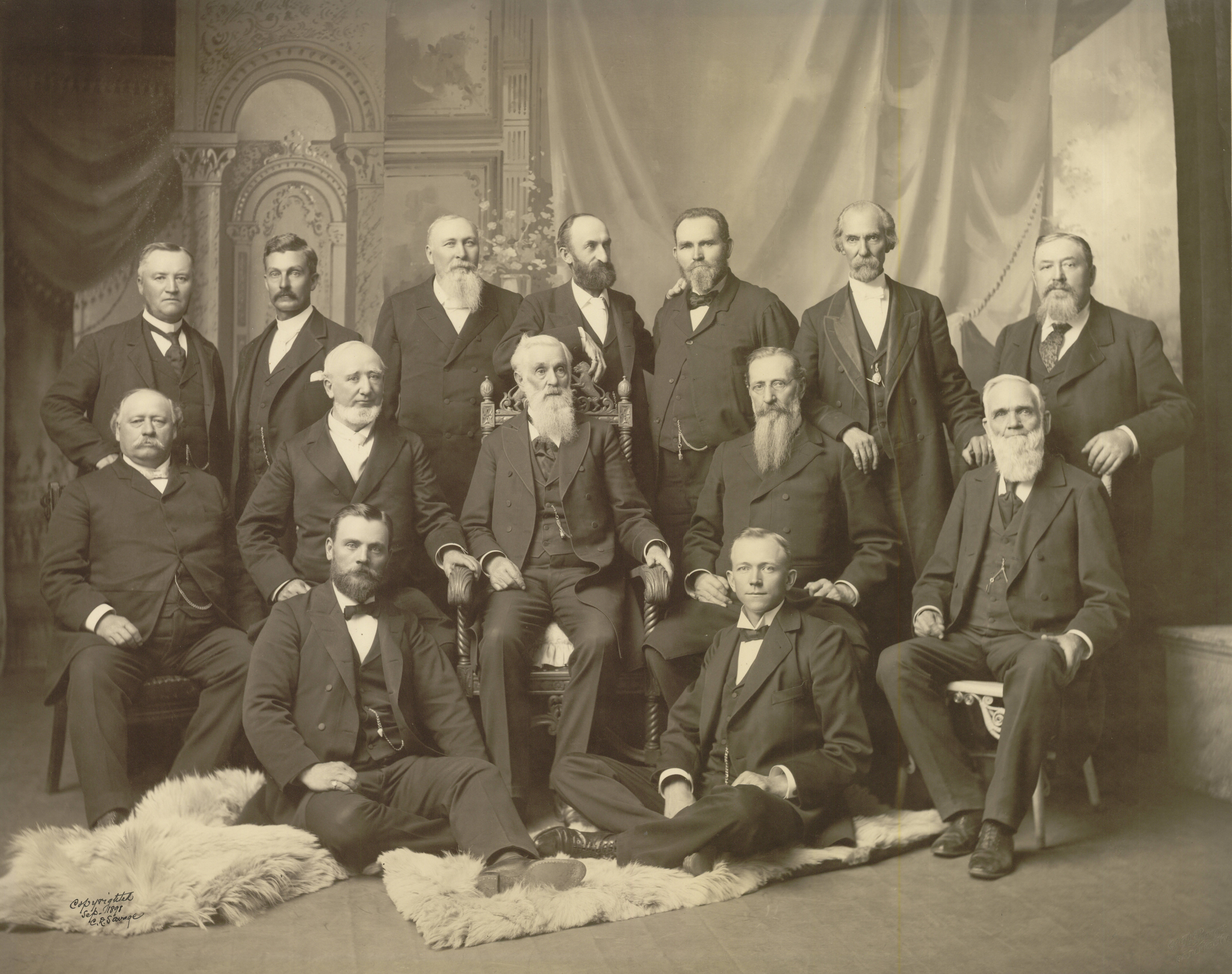
Primeira Presidência e Doze Apóstolos em 1898

O Quórum dos Doze Apóstolos de A Igreja de Jesus Cristo dos Santos dos Últimos Dias, por vezes chamado Quórum dos Doze ou Os Doze, é um conselho formado pelos Apóstolos de A Igreja de Jesus Cristo dos Santos dos Últimos Dias, funcionando como segundo órgão mais importante da Igreja.
O Quórum dos Doze Apóstolos foi organizado pela primeira vez em 1835. Seus membros servem sob a orientação da Primeira Presidência, e têm responsabilidades administrativas sobre a Igreja, supervisionando seu progresso e desenvolvimento em todo o mundo, viajando para fortalecer e incentivar os membros, organizar novas congregações e conduzir os assuntos da Igreja.
Um novo membro do Quórum dos Doze Apóstolos é designado pelo Presidente da Igreja, que alegadamente recebe uma inspiração para fazer o convite. Esse novo membro dos Doze pode ser qualquer líder na organização na Igreja, mas é mais comumente um do Quórum dos Setenta (Autoridades Gerais). A senioridade no Quórum dos Doze é determinada pela data em que um apóstolo foi chamado.
Seus atuais membros são:
1. Élder Jeffrey R. Holland (1994) - Presidente Interino do Quórum desde 15 de novembro de 2023.[4]
2. Élder Dieter F. Uchtdorf (2004)
3. Élder David A. Bednar (2004)
4. Élder Quentin L. Cook (2007)
5. Élder D. Todd Christofferson (2008)
6. Élder Neil L. Andersen (2009)
7. Élder Ronald A. Rasband (2015)
8. Élder Gary E. Stevenson (2015)
9. Élder Dale G. Renlund (2015)
10. Élder Gerrit W. Gong (2018) - primeiro apóstolo asiático-americano[5]
11. Élder Ulisses Soares (2018) - primeiro apóstolo latino-americano[5]
12. Élder Patrick Kearon (2023)[6]